# دوري الدرجة الأولى الأرجنتيني 1971
دوري الدرجة الأولى الأرجنتيني 1971 (بالإسبانية: Campeonato Nacional 1971) هو الموسم 41 من دوري الدرجة الأولى الأرجنتيني. أشرف على تنظيمه اتحاد الأرجنتين لكرة القدم، وكان عدد الأندية المشاركة فيه 28، وفاز فيه روزاريو سنترال.